# Monstre darwinià
La idea del monstre darwinià (provinent del naturalista Charles Darwin, creador de la teoria de la selecció natural) és una teoria hipotètica que es fonamenta en l'aparició d'un ésser viu superconsumidor que complirà unes qualitats especials mitjançant les quals podria ostentar una posició de superioritat respecte a la resta d'éssers vius d'una manera determinant en l'evolució de l'emplaçament ecològic en el qual apareixeria.
Segons les necessitats perquè l'ésser pogués assolir aquest rang de superioritat, hauria de complir una sèrie de qualitats concretes que serien les següents:
- Baix nivell de mortalitat: A causa d'una immunitat total o resistència altíssima a les malalties, canvis en la climatologia o atacs de la resta d'animals. Aquesta característica faria, com a resultat que la velocitat d'expansió demogràfica, que no fos necessari que es produís a un nivell molt accelerat, només d'una forma contínua.

- Capacitat d'explotació dels biòtops invariables: Com que l'eficiència de l'organisme per a capturar els recursos tindria un percentatge d'eficiència desproporcionadament alt, amb la qual cosa desplaçaria els possibles competidors i els recursos no podrien evitar la seua explotació, aquest fet degradaria el medi a una velocitat contínua independentment del nivell de recursos que hi hagués.

Aquesta superioritat ecològica es dividiria en dues parts:
- - Capacitat per a saltar les lleis de competitivitat per interferència: Com que el percentatge d'eficiència de captació del recursos per part de l'organisme superconsumidor és molt superior que els dels seus possibles competidors i només donaria el seu desplaçament de l'ecosistema i posterior extinció.

- - Capacitat per a saltar les lleis de competitivitat per explotació: Com que la capacitat de captació del recursos per part del monstre darwinià estaria tan desenvolupada que seria immune o quasi immune a qualsevol acció negativa per aquest per part de la resta del medi o als seus intents d'evitar la seua depredació. Aquest fet conclouria en un desgast dels recursos constant sense relació amb la seua quantitat fins a la total extinció del recurs. Com a conseqüència, els diferents individus de l'espècie superconsumidora només es veurien obligats a desplaçar-se i a colonitzar altres llocs.